# Velína
Velína (Velina) är en ort i Grekland.   Den ligger i prefekturen Nomós Korinthías och regionen Peloponnesos, i den södra delen av landet, 100 km väster om huvudstaden Aten. Velína ligger 908 meter över havet och antalet invånare är 136.
Terrängen runt Velína är kuperad åt nordost, men åt sydväst är den bergig. Runt Velína är det ganska tätbefolkat, med 96 invånare per kvadratkilometer. Närmaste större samhälle är Kiáto, 16,8 km öster om Velína. 